# 5360 Rozhdestvenskij
5360 Rozhdestvenskij è un asteroide della fascia principale. Scoperto nel 1975, presenta un'orbita caratterizzata da un semiasse maggiore pari a 3,2391520 UA e da un'eccentricità di 0,0238044, inclinata di 21,73784° rispetto all'eclittica.